# Chrysocolaptes xanthocephalus
El pito sultán carigualdo (Chrysocolaptes xanthocephalus) es una especie de ave piciforme de la familia Picidae.

## Distribución geográfica
Es endémica de las islas de Negros, Guimarás, Panay, Masbate y Ticao (Filipinas).